# Tiro (soldat)
Tiro (tiro, plural tirones) era el nom donat pels romans a un soldat acabat d'allistar com oposat a veteranus, un soldat amb experiència. Els tirones entraven a l'exèrcit als 17 anys.
Quan un soldat no servia en la lluita contra l'enemic, s'ocupava de fer exercicis militars diàriament; els tirones en feien el doble, al matí i a la tarda. Els exercicis incloïen l'ús de les armes i tàctiques, i també exercicis per incrementar la seva força i tota mena de treballs durs; feien marxes, corrien, nedaven i feien exercicis de lluita contra un pal (palus) especialment amb l'espasa amb preferència a la força personal, utilitzant el seu escut, llança, javelina i fletxes, dels que feien exercicis de llançament; també tiraven pedres i boles de plom, feien salts a cavall, portaven coses pesades per fortificar el camp i formar la línia de batalla.
Els tirones eren escollits segons el seu origen, rústic o urbà, la seva edat, la seva altura, la seva aparença personal i la seva feina anterior, però això sembla que fou durant l'Imperi quan ja l'exèrcit no era reclutat entre els ciutadans sinó entre els provincials.
En el període imperial quan un tiro era aprovat com apte, era assenyalat amb una marca tatuada a la mà (stigmata; puncta signorum) potser el nom de l'emperador; la condició o llocs dels tirones eren el tirocinium i quan un soldat aconseguia habilitat en la seva professió era anomenat tirocinium ponere o deponere.
A la vida civil el nom tiró era aplicat al que arribava a la toga viril (tirocinium fori), a la primera aparició d'un orador a la rostra (tirocinium eloquentiae) i al que feia el primer viatge en vaixell (tirocinium navis).